# Boryslaw Brondukow
Boryslaw Mykolaiowytsch Brondukow (ukrainisch Борисла́в Микола́йович Брондуко́в, russisch Борисла́в Никола́евич Брондуко́в/ Borislaw Nikolajewitsch Brondukow; * 1. März 1938 im Dorf Dubowa, Ukrainische SSR; † 10. März 2004, Kiew, Ukraine) war ein sowjetischer und ukrainischer Schauspieler.

## Leben
Boryslaw Brondukow wurde am 1. März 1938 im Dorf Dubawa in der Oblast Kiew als Sohn eines russischen Vaters und einer polnischen Mutter geboren.

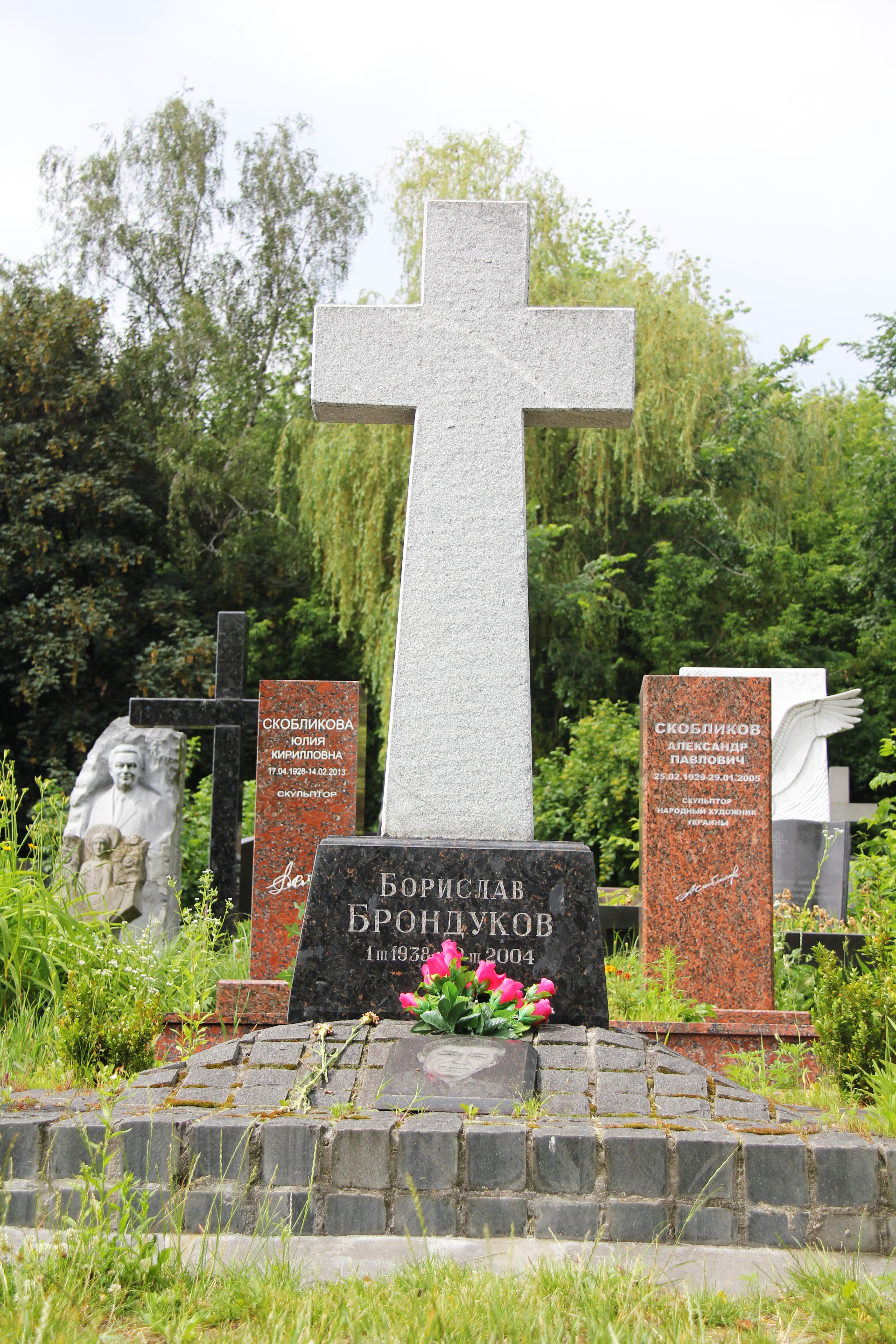
Grab von Brondukow auf dem Baikowe-Friedhof

Er absolvierte die Kiewer Berufsschule für den Bau. Zu Beginn arbeitete er als Vorarbeiter auf dem Bau, dann im Arsenalwerk Kiew, wo er im Volkstheater spielte. Dort wurde er vom Rektor des Karpenko-Karyj Theater-Instituts entdeckt und in sein Institut eingeladen.
Sein Filmdebüt gab Boryslaw Brondukow im Jahre 1962 im Film von Sergej Paradschanow, „Zwetok na kamne“. Im Jahr 1968 erhielt er das dritte Diplom des Unionsweiten Filmfestivals für die tragische Rolle des Diebs im Film von Leonid Ossyk, „Kamenny Krest“.
Brondukow war größtenteils durch seine Episodenrollen bekannt, wo er in der Regel als Alkoholiker, Nichtsnutz oder Taugenichts auftrat, und die sehr realistisch und charmant wirkten. Bekannt wurde er in der Rolle des Alkoholikers Fedul („Laßt das mal Afonja machen“, 1975), als Inspector Lestrade im Mehrteiler „Die Abenteuer von Sherlock Holmes und Dr. Watson“ (1979–1986) und als Bräutigam („Die Garage“ (1980)). Hauptrollen lehnte er gerne ab, wenn sie ihm nicht gefielen. Brondukow spielte in über 100 Filmen mit. Über 40 Rollen von Brondukow wurden dabei von anderen Schauspielern nachsynchronisiert.
Brondukow erlitt 1984 einen Schlaganfall. Später hatte er zwei Herzinfarkte sowie eine Amputation des Hämatoms. Seine letzte Filmrolle war 1997 im Film „Hippiniada, ili materik ljubwi“. Nach dem dritten Schlaganfall 1997 konnte Brondukow weder sprechen noch gehen, und wurde von seiner Frau Jekaterina gepflegt. Boryslaw Brondukow starb am 10. März 2004 in Kiew und wurde dort auf dem Baikowe-Friedhof beerdigt.

## Filmografie (Auswahl)
- 1968: Der Abend vor dem Fest Iwan Kupala
- 1972: Guten Tag und Lebewohl
- 1973: Ich diene an der Grenze
- 1975: Laßt das mal Afonja machen
- 1977: Die Heirat
- 1977: Mimino
- 1978: Zwischen Zarenhof und Schlachtfeld
- 1979: Sherlock Holmes und Dr. Watson
- 1979: Marathon im Herbst
- 1980: Die Garage
- 1980: Die Abenteuer von Sherlock Holmes und Dr. Watson
- 1981: Prodanny smekh
- 1981: Der Hund der Baskervilles
- 1982: Glückstreffer
- 1982: Der Gladiator
- 1983: Der Schatz der Agra
- 1983: Wenn man Lopotuchin glaubt
- 1984: Eine bittere Romanze (Жестокий романс)
- 1985: Lebensgefährlich
- 1985: Bataillone bitten um Feuer
- 1986: Nuschnye Ljudi
- 1986: Premjera w Sosnowke
- 1986: Sherlock Holmes im 20. Jahrhundert
- 1987: Der Mann vom Kapuziner-Boulevard (Человек с бульвара Капуцинов)
- 1988: Der Sünder
- 1991: Der Gehetzte

## Auszeichnungen
- 1988: Volkskünstler der Ukrainischen Sozialistischen Sowjetrepublik
- 1995: Erster Preisträger der Oleksandr-Dowschenko-Staatsprämie der Ukraine